# Herlaug Grjotgardsson
Herlaug Grjotgardsson va ser un cabdill viking, jarl de Lade de Hålogaland i del Namdalen cap a la primera meitat del segle ix (c. 825). Segons l'historiador Mogens Bugge al seu «Våre forfedre», era fill de Harald Trondsson, jarl de Namdalen. En canvi a «Rosensverdslektens forfedre» de Bent Billing Hansen i Vidar Billing Hansen citen un altre jarl de Namdalen, Grjotgard Herlaugsson (m. 867?) com a pare. Tots dos empraren el poema Háleygjatal com a font primària i en conseqüència és possible que una errata provoqués la diferència informativa.